# 別海駐屯地
別海駐屯地（べつかいちゅうとんち、JGSDF Camp Bekkai）は、北海道野付郡別海町西春別42-1に所在し第5偵察隊等が駐屯する陸上自衛隊の駐屯地である。

## 概要
内陸部隊では唯一僻地手当が支給される部隊である。航空自衛隊の計根別飛行場と一体化しており、滑走路を共同使用している。
駐屯地司令は、第5偵察隊長が兼務。最寄の演習場は、矢臼別演習場で別海駐屯地業務隊矢臼別演習場管理班が管理する。

## 沿革
日本陸軍
- 1941年（昭和16年）8月：日本陸軍航空隊計根別第四飛行場が設置。
  - ※終戦に伴い､広野の第四飛行場は農林省（当時）に所管換えされ､開拓財産として一部が農民に開放されたことから10戸が入植した。
- 1952年（昭和27年）6月 - 12月：第四飛行場地区に米軍が進駐し、駐留軍施設隊が滑走路･誘導路の補修を開始。

航空自衛隊計根別基地
- 1957年（昭和32年）2月：米空軍撤退し、自衛隊へ移管。これに伴い 航空自衛隊計根別基地が開設される。
- 時期不明：航空自衛隊も滑走路部分を残して基地を閉鎖する。

陸上自衛隊
- 1963年（昭和38年）3月：陸上自衛隊別海駐屯部隊の配置を決定。

陸上自衛隊釧路駐屯地別海分屯地
- 1965年（昭和40年）3月15日：釧路駐屯地別海分屯地として開設[1]。

1. 第27普通科連隊第3普通科中隊が釧路駐屯地から移駐（第3普通科中隊長が分屯地司令を兼務[2]）。
2. 第5偵察隊が鹿追駐屯地から移駐。

陸上自衛隊別海駐屯地
- 1966年（昭和41年）2月21日：別海駐屯地に昇格[3]（第27普通科連隊第3普通科中隊長が駐屯地司令を兼務[2]）。

1. 第424会計隊を配置。
2. 調査隊別海派遣隊を配置。

- 1968年（昭和43年）3月：第399基地通信中隊を設置。
- 1974年（昭和49年）8月：別海駐屯地業務隊を設置。
- 1975年（昭和50年）3月26日：第399基地通信中隊が第302基地通信中隊別海派遣隊に改編。
- 1987年（昭和62年）3月17日：別海駐屯地司令職務を第27普通科連隊第3普通科中隊長から第5偵察隊長に移管。
- 2015年（平成27年）
  - 3月25日：会計隊の改編に伴い、第424会計隊が廃止。
  - 3月26日：第377会計隊別海派遣隊を設置。

## 駐屯部隊

### 北部方面隊隷下部隊
- 第5旅団
  - 第5偵察隊
  - 第27普通科連隊
    - 第3普通科中隊

  - 第5後方支援隊
    - 第2整備中隊
      - 偵察直接支援小隊
      - 第3普通科直接支援小隊
        - 別海整備班
- 北部方面システム通信群
  - 第101基地システム通信大隊
    - 第302基地通信中隊
      - 別海派遣隊
- 北部方面会計隊
  - 第377会計隊
    - 別海派遣隊
- 別海駐屯地業務隊

### 防衛大臣直轄部隊
- 警務隊
  - 北部方面警務隊
    - 第121地区警務隊
      - 別海連絡班

## 最寄の幹線交通
- 一般道：国道243号、国道272号、北海道道13号中標津標茶線、北海道道928号上風連中西別線
- 鉄道：JR北海道釧網本線 標茶駅、摩周駅
- 港湾：標津港（地方港湾）
- 飛行場：中標津空港（第三種空港）